# (37623) Valmiera
(37623) Valmiera est un astéroïde de la ceinture principale.

## Description
(37623) Valmiera est un astéroïde de la ceinture principale. Il fut découvert le 15 septembre 1993 à La Silla par Eric Walter Elst. Il présente une orbite caractérisée par un demi-grand axe de 3,19 UA, une excentricité de 0,07 et une inclinaison de 22,3° par rapport à l'écliptique.

## Compléments